# Bulbine
Bulbine es un género con 146 especies de plantas bulbosas perteneciente a la familia Asphodelaceae. Es originario del sur de África y de Australia.

## Especies seleccionadas
- Bulbine abyssinica A.Rich.
- Bulbine acaulis L.
- Bulbine adnutans Schult.
- Bulbine alata Baijnath
- Bulbine alooides Willd.
- Bulbine alveolata S.A.Hammer
- Bulbine caulescens L. ex Steud.
- Bulbine caput-medusae, G.Will.
- Bulbine cepacea (Burm.f.) Wijnands
- Bulbine diphylla Schltr. ex Poelln.
- Bulbine francescae G.Will. & Baijnath
- Bulbine frutescens Willd.
- Bulbine lagopus (Thunb.) N.E.Br.
- Bulbine namaensis Schinz
- Bulbine narcissifolia Salm-Dyck
- Bulbine natalensis Baker
- Bulbine nutans Zeyh. ex Baker
- Bulbine patersoniae Schönland
- Bulbine seineri Engl. & Krause
- Bulbine semibarbata (R.Br.) Haw.
- Bulbine stenophylla Verd.
- Bulbine xanthobotrys Engl. & Gilg